# أوكالبتوس بارز
أوكالبتوس بارز (الاسم العلمي:Eucalyptus notabilis) هو نوع من النباتات يتبع جنس الأوكالبتوس من فصيلة الآسية.